# Malaria!
Malaria! è stato un gruppo musicale tedesco formato da sole donne, fondato nel 1981.

## Storia
La loro musica è riconducibile al movimento New Wave e alla Neue Deutsche Welle. I membri fondatori sono stati Gudrun Gut (batteria, chitarra, voce) e Bettina Köster (voce, sassofono), in seguito si aggiunsero Manon Duursma Pepita (chitarra), Christine Hahn (tastiere, batteria, chitarra) e Susanne Kuhnke (sintetizzatore).
Il loro titolo più noto è Kaltes Klares Wasser.

## Formazione
- Gudrun Gut (batteria, chitarra, voce)
- Bettina Köster (voce, sassofono)
- Manon Duursma Pepita (chitarra)
- Christine Hahn[2] (tastiere, batteria, chitarra)
- Susanne Kuhnke (sintetizzatore)

## Discografia
- 1981 - Malaria
- 1981 - How Do You Like My New Dog?
- 1982 - Emotion
- 1982 - New York Passage
- 1982 - White Water
- 1983 - Revisited - Live
- 1984 - Beat The Distance
- 1991 - Compiled
- 1991 - Kaltes Klares Wasser
- 1992 - Elation
- 1993 - Cheerio
- 2001 - Compiled 1981-1984
- 2001 - Versus EP